# Джованні Пезаро

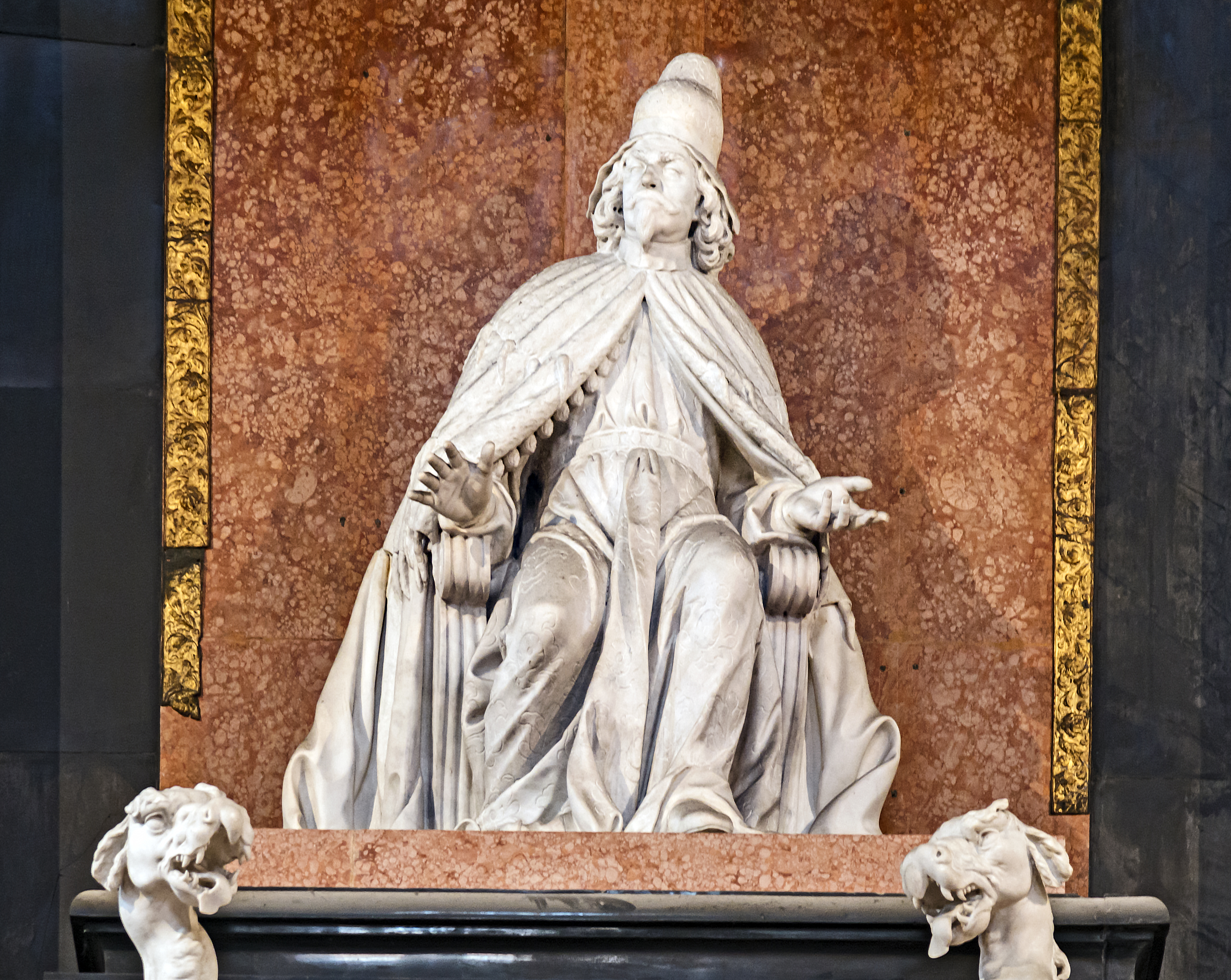
Giovanni Pesaro

Джованні Пезаро (італ. Giovanni Pesaro) — 103-й венеційський дож у 1658—1659 роках.

## Біографія
Належав до роду з «нових патриціїв» з міста Пезаро, відомого у Венеції з XIV ст. Народився у Венеції в родині Ветторе Пезаро з гілки Ріо-Марин і Олени Сорандцо, був четвертим з їх синів. Замолоду входив до різних дорадчих органів при Великій раді та Сенаті. Його кар'єрі заважала слава брата Леонардо, якого було засланий на довічне ув'язнення за вбивство дворянина Поло Ліона та поранення куртизанки Лукреції Бальйоні. Лише через 15 років Леонардо Пезаро дозволили повернутися, після того як він пообіцяв екіпірувати та утримувати 100 солдатів.
У 1620—1621 роках був послом у Савойському герцогстві, 1621—1624 роках — у Франції, 1624 року французький король Людовик XIII висвятив Пезаро у лицарі. З 1624 до 1626 року очолював посольство в Англії. Скрізь відзначився як вправний дипломат.
З 1631 року входив до складу Ради старійшин, Сенату, комісії з забезпечення безпеки кордонів. Призначається послом до Папської держави. Але після інциденту з римським префектом Таддео Барберіні, що вдерся до будівлі венеційського посольства в Римі, Сенат відкликав Джованні Пезаро на батьківщину. З цього часу входить до групи «джовані» — супротивників клерикалізму та втручанню папи римського у справи Республіки.
Напочатку 1640-х років був реформатором Падуї (відповідав за освітні установи міста, насамперед Падуанський університет), невдовзі стає також вищим прокуратором Святого Марка. Проте, репутація Джованні постраждала 1642 року він залишив залогу Понтелагоскуро під час війни за Кастро, яким командував, перед обличчям ворога. У роки після цього інциденту його звинуватили у розкраданні та зловживанні службовим становищем. Як ректор (намісник), він привласнив собі землю, що належала громадянину. 
1645 року виступив проти призначення дожа Франческо Еріццо генерал-капітаном моря, але домігся свого. З часом вирішив налагодитися відносини з Папською курією, тому підтримав 1655 року надання Таддео Барберіні статуса венеційського патриція та повернення єзуїтів до Венеції. 
1656 року під час обговорення подальшої війни з Османською імперією у Великій раді виступив за продовження боротьби за Крит на противагу дожеві Бертучіо Вальєро, пообіцявши надати 6 тис. дукатів на військові потреби. Зрештою його думка перемогла. 1657 року був у складі посольства до новообраного папи римського Олександра VII, з яким домовився, що в обмін на повернення єзуїтів Республіка отримала чималі кошти та папський флот для допомоги у війні з Османською імперією.

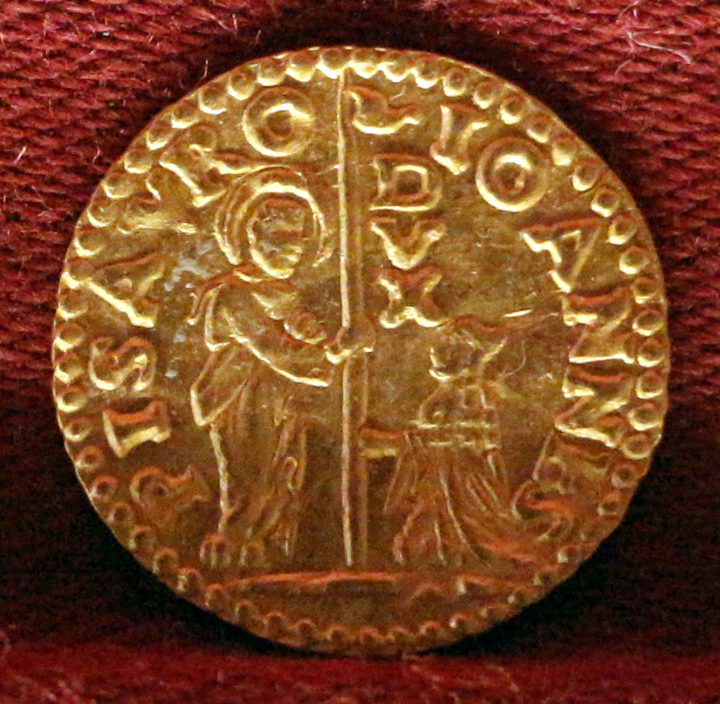
Чверть цехіна Джованні Пезаро

Пезаро було обрано дожем 8 квітня 1658 року в віці 68 років. Він був обраний, не дивлячись на те, що хворів на малярію. У цей час Республіка перебувала в тяжкому економічному становищі, торгівля приносила все менше прибутків, а продовження дванадцятирічної війни за канд з Османською імперією вимагали великих сум, а торгівля фактична зійшла нанівець. Підтримував активні дії в Егейському морі, де знову венеційський флот заблокував Дарданелли. Невдовзі також вдалося відвоювати Каламату.
У червні 1659 року захворів на невідому хворобу, втративши усі зуби. Помер 30 вересня 1659 року. Гробниця дожа знаходиться в соборі Санта-Марія-Глоріоза-дей-Фрарі. Для спорудження свого надгробного пам'ятника Пезаро перед смертю залишив 12000 дукатів. Величезна гробниця висотою в два поверхи споруджувалася з 1665 по 1669 роки. Споруджував пам'ятник Бальдассар Лонгена, скульптури виконували Гвіста Ле Курт, Мішель Фабріс, Мельхіор Бартел і Франческо Кавріолі.
Був одружений з Луїзою Барбаріго, доньки Андреа Барбаріго з гілки Сан-Тровазо. Після смерті останньої одружився зі своєю економкою Марією да Санта-Софія (можливо грекинею), жінкою низького походження.